# フョードル・ドルジーニン
フョードル・セラフィーモヴィチ・ドルジーニン（ロシア語: Фёдор Серафимович　Дружинин, ロシア語ラテン翻字: Fyodor Syerafimovich Druzhinin, 1932年4月6日 - 2007年7月1日）は、ロシア生まれのヴィオラ奏者、作曲家、音楽教育者、ロシア共和国人民芸術家（Народный артист РСФСР、1988年)、ソビエト連邦作曲家同盟会員（Член союза Композиторов、1990年から)。

## 略歴
1932年モスクワ生まれ。
父：セラフィム・ニコラエヴィチ・ドルジーニン（Серафим Николаевич Дружинин）、有名な芸術学者でトレチャコフ美術館職員。
母：ナターリヤ・リヴォーヴナ・ドルジーニナ（Наталья Львовна Дружинина (Вульфиус)）、文学者。
おじ：アレクサンドル・ニコラエヴィチ・ドルジーニン（Александр Николаевич Дружинин）、モスクワ大学教授、イタリア声楽の専門家。
1955年中央音楽学校（ソコロワのクラス）とモスクワ音楽院（ボリソフスキーのクラス）を卒業。
1957年に全ソ・音楽コンクールで第1等、モスクワ・フィルハーモニー協会のソリストになる。
1964年からヴァディム・ボリソフスキーの後任としてベートーヴェン弦楽四重奏団のヴィオラ奏者になり、1987年までその地位にあった。
1958年にモスクワ音楽院で教えはじめ、1978年にヴィオラとハープ科主任、1980年より教授になった。
ドルジーニンの弟子にはユーリ・バシュメット、ユーリ・トカノフ、アレクサンドル・ボブロフスキー、エレーナ・オゾル、スヴェトラーナ・ステプチェンコ、エカテリーナ・マルコワ、そしてマルガリータ・スピリドノワ等がいる。
作曲家としての主な作品は、無伴奏ヴィオラのためのソナタ（1959年）、無伴奏ヴィオラのための変奏曲（1968年）、ヴィオラと管弦楽のための幻想曲（1982年、1992年改訂）、2挺のヴィオラのためのシンフォニア（2003年出版）がある。
ショスタコーヴィチ作曲ヴィオラソナタの初演者であり、献呈先の人物。
著書に「回想録　〜人生と創造のページ〜（«Воспоминания. Страницы жизни и творчества»）」がある。
2007年モスクワにて死去。

## 作品
- 無伴奏ヴィオラのためのソナタ（1959年）
- 無伴奏ヴィオラのための変奏曲（1968年）
- ヴィオラと管弦楽のための幻想曲（1982年、1992年改訂）
- 2挺のヴィオラのためのシンフォニア（2003年出版）

## 著書
「回想録　～人生と創造のページ～（«Воспоминания. Страницы жизни и творчества» : Греко-латинский кабинет Ю. А. Шичалина, 2001. — 232 с.）」(ISBN 5-87245-123-7, ISBN 5-87245-068-0)